# Joy Garrett
Pour les articles homonymes, voir Garrett.
Joy Garrett est une actrice et chanteuse américaine née le 2 mars 1945 à Fort Worth (Texas) et morte le 11 février 1993 à Los Angeles (Californie) d'une insuffisance hépatique. Elle était surtout connue pour son rôle de Jo Johnson #1 dans Des jours et des vies de 1987 à 1993. Elle a été la chanteuse principale de l'Orchestre Ted Weems pendant deux ans.

## Filmographie
- Star Trek : La Nouvelle Génération
  - épisode "Pour une poignée de Data"... Annie Meyers
- Arabesque
  - épisode "Un grand spectacle"... Sharon King
- Des jours et des vies... Jo Johnson #1 (1987-1993)
- Love Among Thieves (1987)... Hooker
- Dynastie
  - épisode "Un Soupçon de vérité"... Vera Nesbitt
- Le Chevalier lumière
  - épisode "La théorie de la relativité"... Randy
- Night Court
  - épisode "The Hostage"
- Magnum
  - épisode "Le témoin"... Joy Kelly
- Les Enquêtes de Remington Steele
  - épisode "Les trapèzes volent bas"... Delilah Zapata
- Les Feux de l'amour... Boobsie Austin (1983-1986)
- Alice
  - épisode "The Grass Is Always Greener"... Nina
- Archie Bunker's Place
  - épisode "Captain Video"... Cynthia
- Shérif, fais-moi peur (1982)
  - épisode "Boss bookmaker"... Big Billie Tucker
- Hotline (1982)... Judy
- Jackie et Sara
  - épisode "A Policeman's Wife Is Not a Happy One"... Mrs. Beckley
- Born to Be Sold (1981)... April Strickland
- Callie & Son (1981)... Jeannie
- Benson
  - Takin' It to the Streets... Une femme
- L'Incroyable Hulk
  - épisode "Équinoxe"... Tina
- Husbands, Wives & Lovers
  - épisode "Predictions Come True"... Nikki Beale
- Quincy
  - épisode "Double Death"... Gladys
- Drôles de dames
  - épisode "Ces dames de la nuit"... Carol
- Who? (1973)... Barbara